# سطح ویژه

سطحی که دارای شیارها و خلل و فرج بیشتر باشد سطح ویژه بیشتری دارد.

سطح ویژه (به انگلیسی: Specific surface area) در بررسی خواص مواد جامد و به خصوص مواد جاذب سطحی مورد استفاده قرار می‌گیرد و عبارت است از سطح ماده جامد بر واحد جرم. این کمیت در انتخاب نوع ماده جاذب یا کاتالیزور در واکنش‌های شیمیایی اهمیت ویژه ای دارد. به عنوان مثال نانو ذرات اکسید الومینیم جهت رسوب گذاری بر سطوح جامد برای فوق ابدوست شدن نیاز به بررسی سطح ویژه دارد. این کمیت معمولاً با واحد m²/g گزارش می‌شود.